# Setodes tridanta
Setodes tridanta är en nattsländeart som beskrevs av Schmid 1987. Setodes tridanta ingår i släktet Setodes och familjen långhornssländor. Inga underarter finns listade i Catalogue of Life.